# Gustav Adolf Thomann
Gustav Adolf Thomann (* 11. März 1874 in Zürich; † 8. August 1961 in Zollikon) war ein Schweizer Maler und Grafiker.

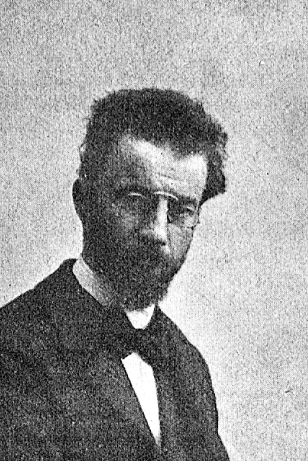
Gustav Adolf Thomann (1906)

## Leben und Werk
Thomann belegte am Technikum in Winterthur gestalterische Fächer und war anschliessend an der Grossherzoglich Badischen Kunstschule Karlsruhe ein Schüler von Robert Poetzelberger. 1897 studierte er an der Akademie der Bildenden Künste München, wo er ein Schüler von Heinrich von Zügel war. Thomann wurde durch seine Landschafts- und Tiergemälde sowie seine Holzschnitte bekannt.
Verschiedene Reisen führten ihn von Syrien und dem Balkan bis an die Nordsee. 1929 unternahm er eine Studienreise nach Nordafrika.
Thomann nahm an zahlreichen Ausstellungen teil, darunter 1909 an der Internationalen Kunstausstellung im königlichen Glaspalast in München und 1926 an der Biennale di Venezia.